# Championnat du Gabon de football 2006
Navigation
Saison précédente Saison suivante
La saison 2006 du Championnat du Gabon de football est la trentième édition du championnat de première division gabonaise, le Championnat National. Il se déroule sous la forme d’une poule unique avec quatorze formations, qui s’affrontent à deux reprises, à domicile et à l’extérieur. En fin de saison, les deux derniers du classement sont relégués et remplacés par les deux meilleures équipes de deuxième division.
C’est l'AS Mangasport, double tenante du titre, qui est à nouveau sacrée cette saison après avoir terminé invaincue en tête du classement, avec quatre points d’avance sur le FC 105 Libreville et treize sur l’US Bitam. Il s’agit du cinquième titre de champion du Gabon de l’histoire du club.

## Les clubs participants
| - FC 105 Libreville - AS Mangasport - Gabon Télécom FC - Franceville FC - Promu de D2 - AS Stade Mandji - SOGEA FC - Missile FC | - Cercle Mbéri Sportif - Wongosport - Stade d'Akébé - Jeunesse Sportive de Libreville - Munadji 76 - US Bitam - US Oyem - Promu de D2 |

## Compétition

### Classement
| Rang | Équipe                          | Pts | J  | G  | N | P  | Bp | Bc | Diff |
| ---- | ------------------------------- | --- | -- | -- | - | -- | -- | -- | ---- |
| 1    | AS MangasportT                  | 66  | 26 | 20 | 6 | 0  | 53 | 12 | +41  |
| 2    | FC 105 Libreville               | 62  | 26 | 20 | 2 | 4  | 59 | 19 | +40  |
| 3    | US Bitam                        | 53  | 25 | 16 | 5 | 4  | 44 | 19 | +25  |
| 4    | AS Stade Mandji                 | 42  | 25 | 12 | 6 | 7  | 31 | 26 | +5   |
| 5    | US OyemP                        | 38  | 25 | 11 | 5 | 9  | 27 | 25 | +2   |
| 6    | Munadji 76 exclu                | 31  | 25 | 9  | 4 | 12 | 26 | 34 | -8   |
| 7    | Wongosport                      | 30  | 24 | 8  | 6 | 10 | 24 | 28 | -4   |
| 8    | Gabon Télécom FCC               | 29  | 26 | 7  | 8 | 11 | 19 | 23 | -4   |
| 9    | Franceville FCP                 | 29  | 26 | 8  | 5 | 13 | 27 | 36 | -9   |
| 10   | Missile FC                      | 28  | 25 | 7  | 7 | 11 | 26 | 32 | -6   |
| 11   | SOGEA FC                        | 28  | 25 | 8  | 4 | 13 | 23 | 31 | -8   |
| 12   | Cercle Mbéri Sportif            | 27  | 26 | 8  | 3 | 15 | 23 | 34 | -11  |
| 13   | Stade d'Akébé                   | 20  | 26 | 5  | 5 | 16 | 17 | 46 | -29  |
| 14   | Jeunesse Sportive de Libreville | 17  | 26 | 5  | 2 | 19 | 24 | 58 | -34  |

|  | Qualification pour la Ligue des champions de la CAF 2007               |
|  | Qualification pour la Coupe de la confédération 2007                   |
|  | Relégation directe en deuxième division                                |
|  | T : Tenant du titre C : Vainqueur de la Coupe du Gabon P : Promu de D2 |

- Munadji 76 est rétrogradé sur ordre de la Fédération pour avoir déclaré forfait face à Franceville FC, sans avoir prévenu les instances fédérales dans le délai de 3 jours imposé par le réglement.

## Bilan de la saison
| Championnat du Gabon de football 2006                             |                                 |
| Champion                                                          | AS Mangasport (5e titre)        |
| Coupes et trophées                                                |                                 |
| Vainqueur de la Coupe du Gabon 2006                               | Gabon Télécom FC                |
| Qualifications continentales                                      |                                 |
| Ligue des champions de la CAF 2007                                | AS Mangasport                   |
| Coupe de la confédération 2007                                    | Gabon Télécom FC                |
| Promotions et relégations                                         |                                 |
| Promus en Championnat National                                    | USM Libreville                  |
| Promus en Championnat National                                    | AS Mitzic                       |
| Relégués en Championnat du Gabon de football de deuxième division | Munadji 76                      |
| Relégués en Championnat du Gabon de football de deuxième division | Stade d'Akébé                   |
| Relégués en Championnat du Gabon de football de deuxième division | Jeunesse Sportive de Libreville |